# Alchemilla saliceti
Alchemilla saliceti är en rosväxtart som beskrevs av S.E.Fröhner. Alchemilla saliceti ingår i släktet daggkåpor, och familjen rosväxter. Inga underarter finns listade i Catalogue of Life.